# Centralna Doświadczalna Stacja Jedwabnicza

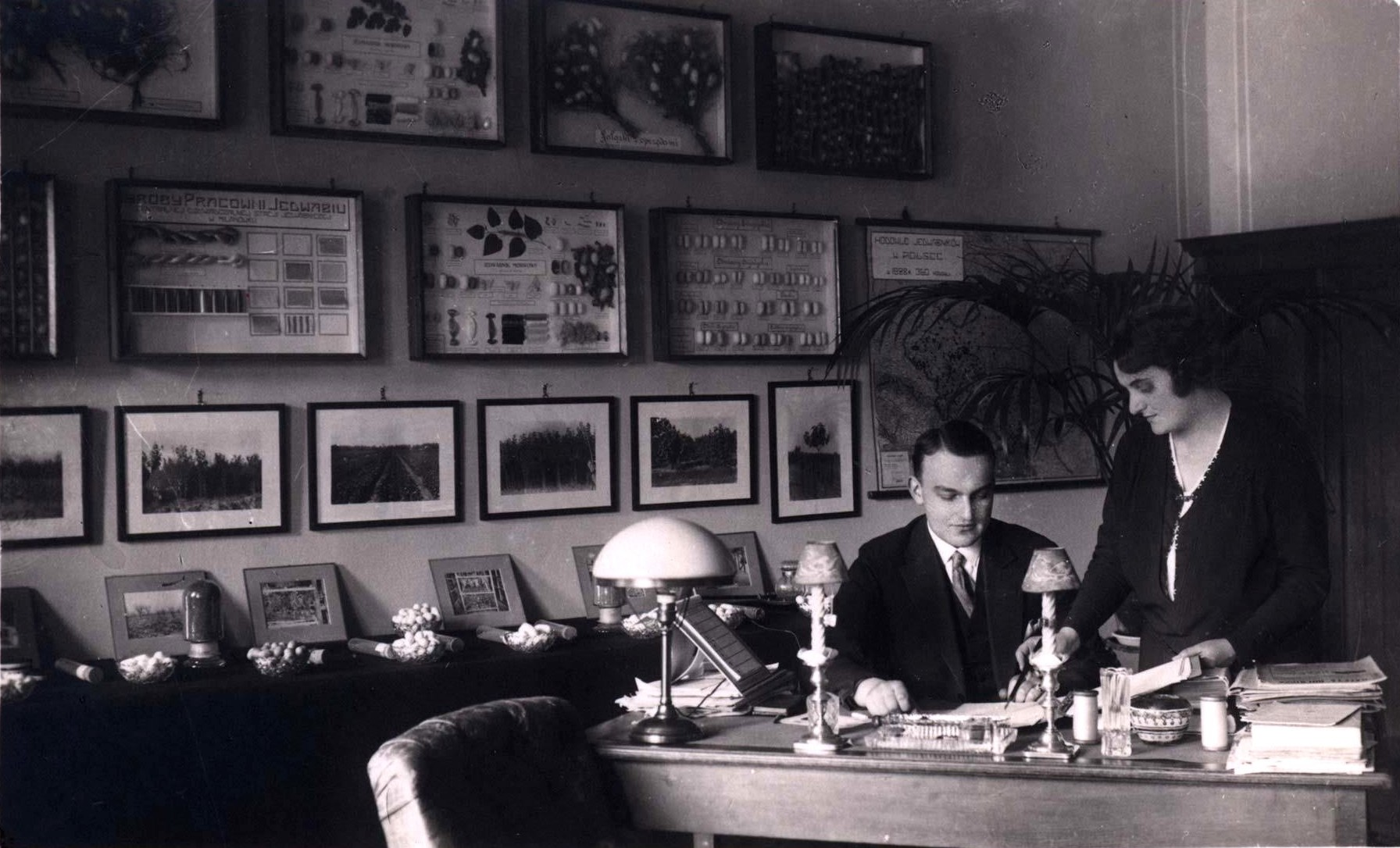
Rodzeństwo – Henryk Witaczek i jego siostra Stanisława, w swoim gabinecie Milanówek, ca 1925–1930

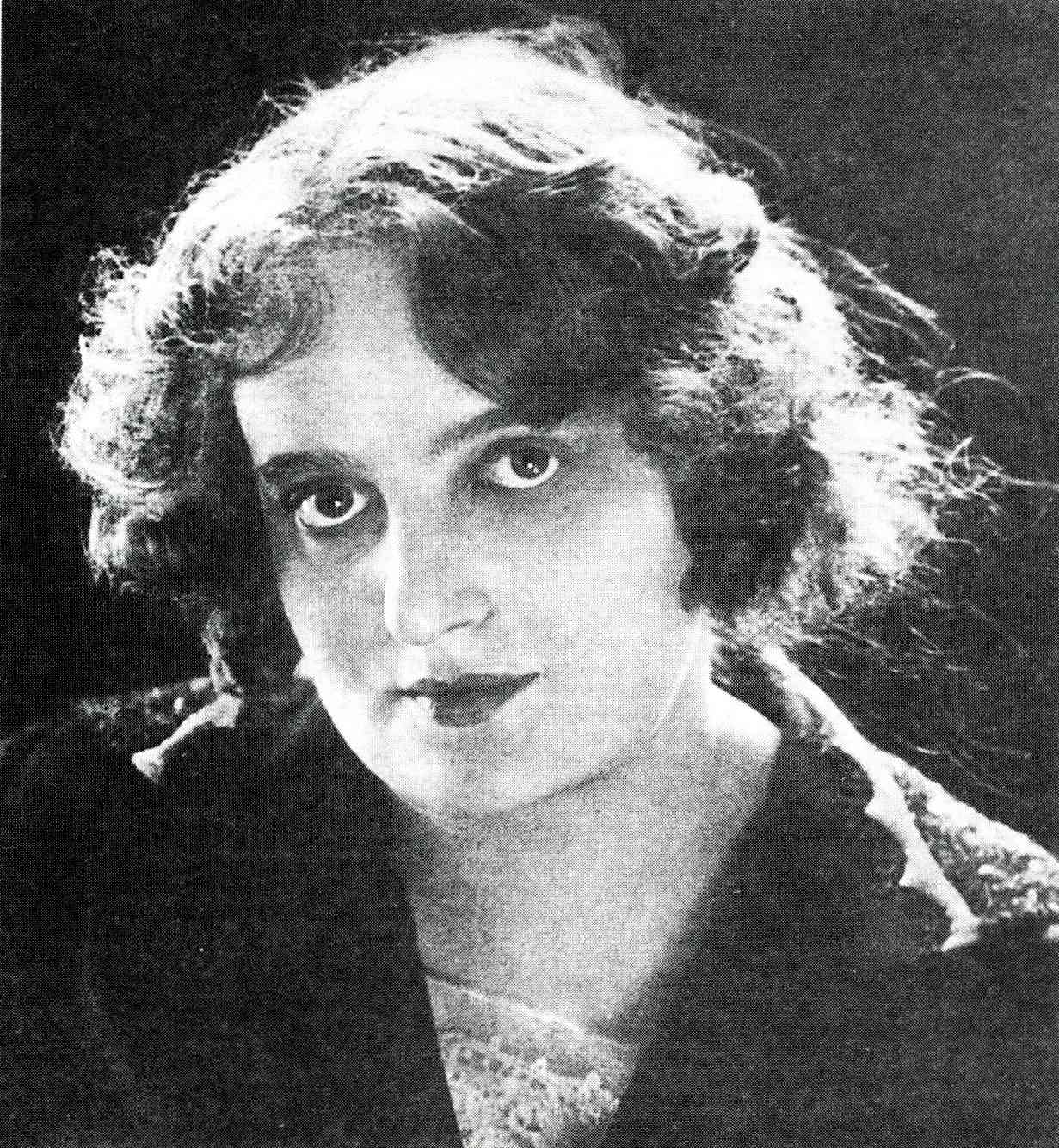
Stanisława Witaczek, zdjęcie z około 1935

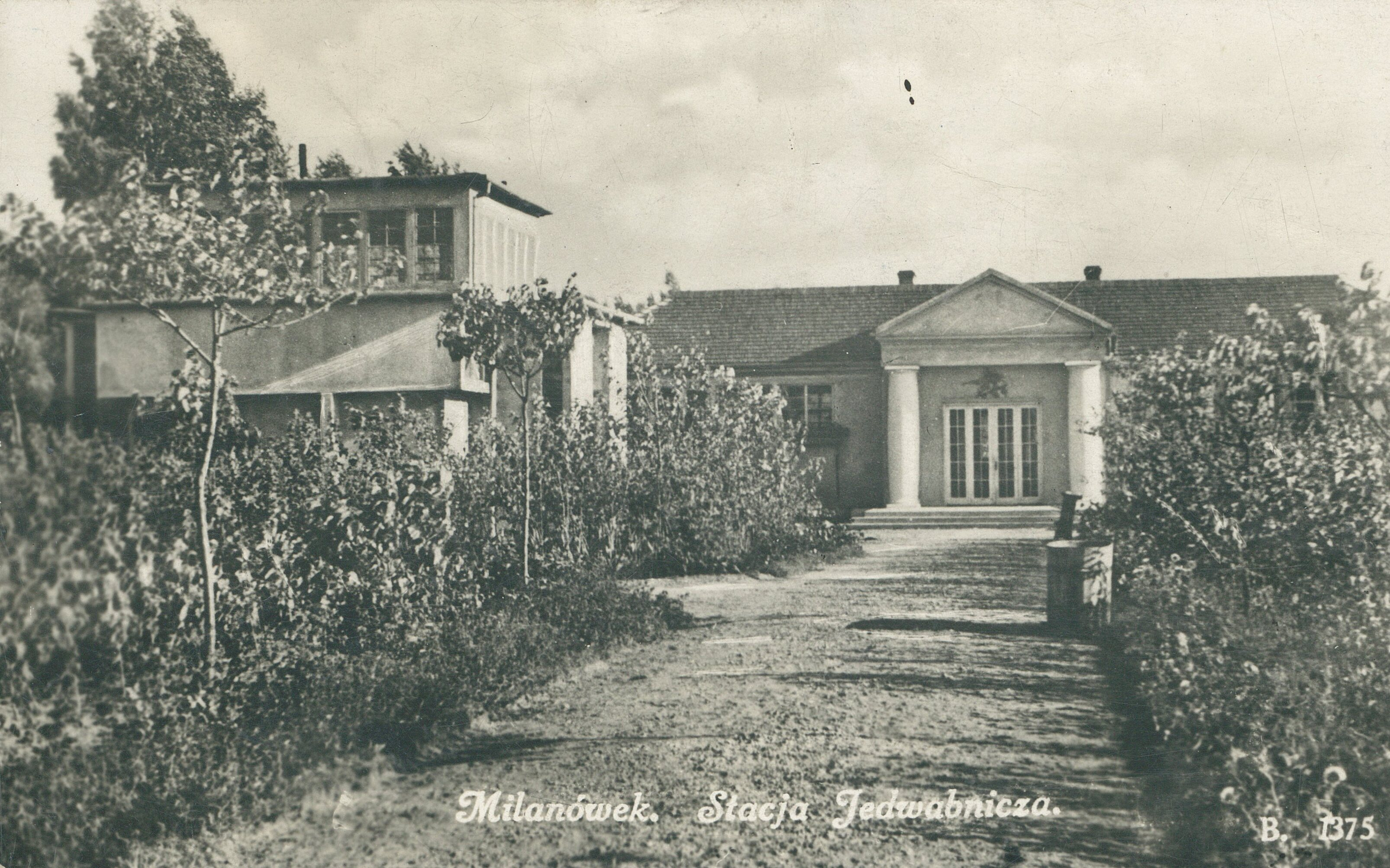
Stacja jedwabnicza w Milanówku (zdjęcie z lat 30.)

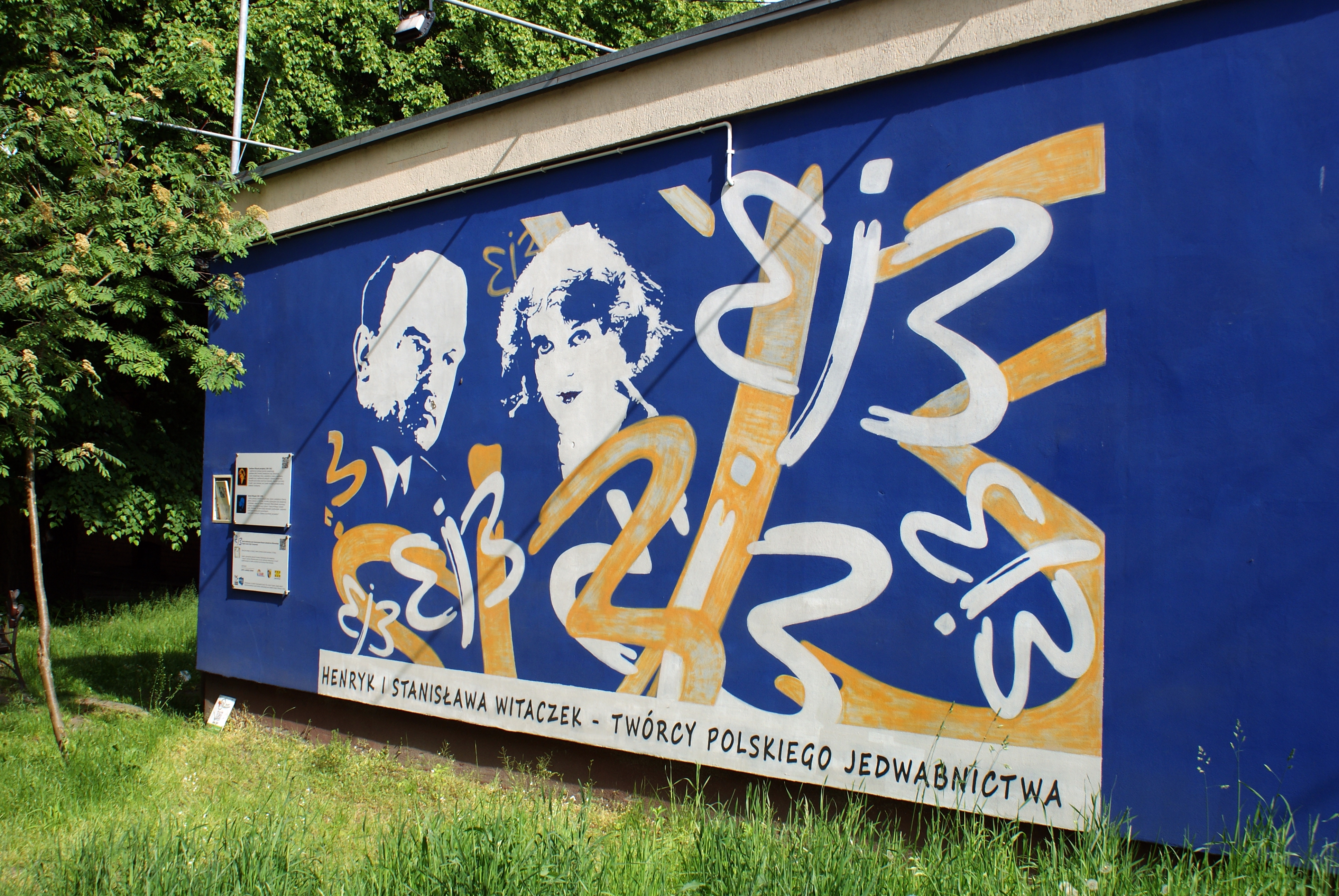
Mural przy ulicy Józefa Piłsudskiego w Milanówku

Centralna Doświadczalna Stacja Jedwabnicza – polskie przedsiębiorstwo o charakterze badawczym powstałe w Milanówku w 1924 roku, założone przez rodzeństwo Henryka i Stanisławę Witaczek. Zajmowało się wytwarzaniem jedwabiu, nauką hodowli jedwabników i sadzenia drzew morwowych. Witaczkowie prowadzili kursy dla hodowców, wydawali podręczniki, przygotowywali odczyty i konkursy. Stacja Jedwabnicza prowadziła również wysyłkę sadzonek morw dla hodowców w całym kraju oraz skup kokonów. Na drewnianych krosnach wytwarzano jedwab, wykorzystywany do szycia odzieży oraz spadochronów dla lotnictwa.
W latach 30. jedwab z Milanówka cieszył się dużą renomą. W eleganckich sklepach Warszawy można było nabyć tkaniny sukienkowe, koszulowe, bieliźniane, atłasy, tafty, szale i szaliki, żakardowe krawaty, apaszki i chusteczki do butonierki z „Milanówka”. Ze Stacją Jedwabniczą współpracowała akademia sztuk pięknych, projektując wzory tkanin o wysokich walorach.
W czasie wojny Stacja Jedwabnicza działała pod zarządem komisarycznym, przestawiając pracę na włókno z wiskozy. Stacja Jedwabnicza stała się azylem dla wielu ludzi, chroniąc ich przed wywiezieniem na przymusowe roboty dzięki zaświadczeniom o zatrudnieniu. Na kilku warsztatach z przędzy odpadowej wytwarzano nadal jedwabne żakardy i szaliki, sprzedając je na czarnym rynku. W 1942 roku zaczęto ręcznie zdobić tkaniny jedwabne.
Witaczkowie bardzo angażowali się w działalność społeczną, goszcząc wielu uchodźców z Warszawy, literatów (Maria Dąbrowska, Anna Kowalska, Ewa Szelburg-Zarembina, Stefan Krzywoszewski, Ferdynand Ossendowski), artystów. Sierociniec ks. Baudouina, wyrzucony z Warszawy w 1944 r., znalazł wraz z opiekunami azyl na terenie fabryki.
Po wojnie przez trzy lata „Milanówek” działał na przedwojennych zasadach. Nastąpiła jednak likwidacja sklepów „Milanówka” i nakazano produkcję tkanin z włókna sztucznego.
W 1948 państwo przejęło własność Stacji Jedwabniczej i pozbawiło jej założycieli funkcji kierowniczych, zaś Henryk Witaczek został aresztowany i poddany represjom ówczesnego reżimu komunistycznego. Powstały Zakłady Jedwabiu Naturalnego „Milanówek”.